# Arboricornus
Arboricornus is een geslacht van vlinders van de familie Uilen (Noctuidae).

## Soorten
- Arboricornus chrysopepla (Hampson, 1908)
- Arboricornus examplata Warren, 1913
- Arboricornus pyrrhobaphes Turner, 1943
- Arboricornus ruber Hampson, 1894